# Ponte Nova
Ponte Nova, amtlich portugiesisch Município de Ponte Nova, ist eine Stadt im Zentrum des brasilianischen Bundesstaates Minas Gerais. Die Bevölkerungsgröße wurde zum 1. Juli 2018 auf 59.605 Einwohner geschätzt, die auf einer Fläche von rund 471 km² leben. Ponte Nova liegt 402 Meter über dem Meeresspiegel.
Ponte Nova liegt einige Kilometer südlich des Rio Doce. Es hat eine Straßenverbindung nach Ouro Preto und zur Staatshauptstadt Belo Horizonte.
Entfernungen zu den wichtigsten Städten:
- Belo Horizonte – (MG) 180 km
- São Paulo – (SP) 781 km
- Rio de Janeiro – (RJ) 420 km
- Vitória – (ES) 392 km

Die Wirtschaft basiert auf der Landwirtschaft, etwas Industrie und Dienstleistungsgewerbe. Ponte Nova produziert Fleisch, Milch, Zuckerrohr, Früchte und Gemüse.
1755 wurden in der Region die ersten Farmen gegründet. 1770 wurde der Ort urkundlich erfasst und hieß zwischen 1770 und 1832 São Sebastião da Ponte Nova. 1862 wurde sie Sitz der Kreisverwaltung. Stadtrechte bekam sie jedoch erst später.

## Persönlichkeiten
- José Reinaldo de Lima, genannt Reinaldo (* 1957), Fußball-Nationalspieler
- Darly Zoqbi de Paula (* 1982), Handballspielerin